# Quiet World
I Quiet World sono stati un gruppo blues rock fondato nel 1968 dai fratelli John Heather (flautista) e Lea Heather (percussioni). Il gruppo si sciolse dopo un solo album, ma è conosciuto prevalentemente per aver fatto esordire Steve Hackett, chitarrista noto per la sua militanza nei Genesis e per la sua carriera solista.
In seguito allo scioglimento del gruppo, avvenuto nel 1971, John e Lea hanno intrapreso una brillante carriera come compositori di musical, come A Slice of Saturday Night, Lust e Blood Money, mentre Phil Henderson fonderà una propria orchestra, con la quale collaborerà con lo stesso Hackett.

## Discografia
- The Road, 1970

## Formazione
- Gill Gilbert - voce
- Steve Hackett - chitarra
- John Heather - chitarra
- Phil Henderson - tastiera
- Dick Driver - basso
- John Hackett - flauto
- Sean O'Mally - batteria
- Lea Heather - percussioni